# Staw Ujazdowski-Kolonia
Staw Ujazdowski-Kolonia – wieś w Polsce położona w województwie lubelskim, w powiecie zamojskim, w gminie Nielisz.
| SIMC    | Nazwa | Rodzaj    |
| ------- | ----- | --------- |
| 1026473 | Borek | część wsi |

W latach 1975–1998 miejscowość administracyjnie należała do województwa zamojskiego.
Wieś jest sołectwem w gminie Nielisz. Według Narodowego Spisu Powszechnego z roku 2011 wieś liczyła 97 mieszkańców.
Wierni Kościoła rzymskokatolickiego należą do parafii św. Jana Chrzciciela w Stawie Noakowskim.